# HD 125628
HD 125628 är en dubbelstjärna belägen i den södra delen av stjärnbilden Kentauren. Den har en kombinerad skenbar magnitud av ca 4,76 och är svagt synlig för blotta ögat där ljusföroreningar ej förekommer. Baserat på parallaxmätning inom Hipparcosuppdraget på ca 8,5 mas, beräknas den befinna sig på ett avstånd på ca 380 ljusår (ca 120 parsek) från solen. Den rör sig bort från solen med en heliocentrisk radialhastighet på ca 15 km/s.

## Egenskaper
Primärstjärnan HD 125628 A är en gul till vit jättestjärna  av spektralklass G9 III och med skenbar magnitud på 5,09. Följeslagaren, HD 125628 B, är en stjärna av magnitud 6,94 belägen med en vinkelseparation på 9,10 bågsekunder från primärstjärnan, vid en positionsvinkel på 157°, år 2016. Den är en stjärna av spektraltyp F med spektralklass F5 V.